# Zalesie (gmina Karniewo)
Zalesie – wieś sołecka, położona w Polsce, w województwie mazowieckim, w powiecie makowskim, w gminie Karniewo.
Zalesie jest sołectwem w gminie Karniewo.
W latach 1975–1998 miejscowość administracyjnie należała do województwa ciechanowskiego.
Przed 2023 r. miejscowość była częścią wsi Rafały.